# Petapa
Petapa est une ville du Guatemala dans le département de Guatemala.

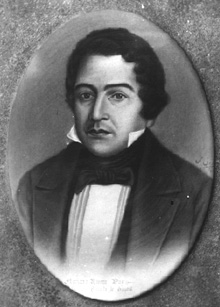
Portrait de Mariano Rivera Paz. Rivera Paz était gouverneur de l'État du Guatemala lorsqu'il a créé Amatitlán en tant que district indépendant en 1839.